# إيفرت شيلتون
إيفرت شيلتون (بالإنجليزية: Everett Shelton) (12 مايو 1898 في الولايات المتحدة - 16 أبريل 1974 في الولايات المتحدة) هو مدرب كرة سلة ولاعب كرة قدم أمريكية ولاعب كرة سلة أمريكي في مركز ظهير ربعي.

## وصلات خارجية
- إيفرت شيلتون على موقع قاعة المشاهير الجامعة الوطنية لكرة السلة (الإنجليزية)
- إيفرت شيلتون على موقع كلية كرة السلة في سبورتس رفرنس.كوم (الإنجليزية)